# Grinkopf

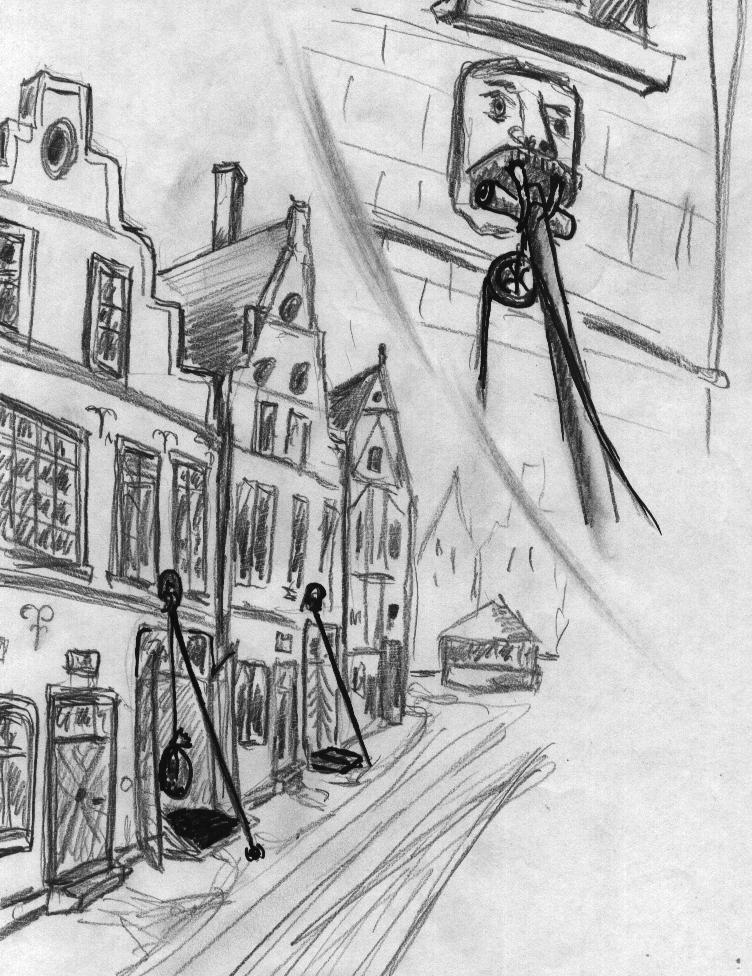
Die Zeichnung veranschaulicht eine mögliche Handhabung schwere Lasten mittels provisorischer Seilwinden an Grinköpfen zu bewegen

Sogenannte Grinköpfe, auch Annoköpfe genannt, sind groteske, steinerne Fratzenmasken, die als Zierrat an vielen älteren Kölner Häusern angebracht sind.

## Von der Ziermaske zum Grinkopf
Frühe römische Töpfereien sind für einige Kölner Bezirke durch Grabungen im Auftrag des „Amtes für Boden- und Denkmalpflege Köln“ belegt und dokumentiert. Diese Handwerksbetriebe gehörten zum „Oppidum Ubiorum“, einer Vorgängersiedlung der römischen CCAA.
Wie schon in den Jahren zuvor konnten bei einer größeren Baumaßnahme im Jahr 1997 durch archäologische Untersuchungen wichtige Erkenntnisse zur Tonwarenproduktion dieser Zeit gewonnen werden. Allein auf einem etwa 100 m² großen Areal an der südlich des Neumarktes gelegenen Lungengasse, an der schon im Jahr 1956 in Höhe der Thieboldsgasse römische Keramik gefunden worden war, wurden neunzehn römische Töpferöfen freigelegt. Die in einem Töpferbezirk von ehemals größerer Ausdehnung gelegenen Betriebe stellten in so genannten „stehenden Öfen“, deren Brennkammern Maße zwischen 1,8 und 2,6 m erreichten, Keramiken unterschiedlicher Art her, die den Alltagsbedarf der Stadtbevölkerung und die Nachfrage der Bewohner des Umlandes deckte. Gebrannt wurde Weißtonware aber auch so genannte Terra Nigra.
Waren bei früheren Grabungen im Stadtgebiet die Funde wenig aufschlussreich gewesen, so konnten bei der Grabung 1997 zahlreiche Fehlbrände geborgen werden, die den Fachleuten Aufschluss zu Umfang und Art der Produktion lieferten.

### Tonmasken der Römerzeit
Viele Fundstellen entlang des Rheintales bezeugen Töpfereien, die der römischen Zeit zuzuordnen sind. Eine Konzentration solcher Handwerksbetriebe, die sich auf die Produktion tönerner Masken spezialisiert hatten, wurde im Kölner Stadtgebiet festgestellt, in dem mehr als 200 Fragmente dieser Terrakottamasken geborgen werden konnten.
Sie zählen zu den eher seltenen Fundstücken der römischen Vergangenheit Kölns, da sie wegen ihrer Zerbrechlichkeit im Gegensatz zu den massiven Materialien anderer Objekte römischer Herkunft die Jahrhunderte seltener überdauerten.
Die mit Augen-, Mund- und Nasenöffnungen versehenen Masken waren lebensgroß. Sie stellten in der Regel hässlich verunstaltete, furchterregende Gesichter kahlköpfiger Männer dar, die mit überlanger- oder breiter Nase und dolchartigen Zähnen im aufgerissenen Mund dargestellt waren. Andererseits produzierte man auch mit aufwendigen Frisuren versehene Masken schöner weiblicher Köpfe, deren Haarfülle von Schmuckstücken verziert und gehalten wurde.
Die Masken wurden mit Hilfe von Hohlformen aus Gips gefertigt, in die der feuchte Ton eingedrückt wurde. War dieser dann angetrocknet, wurde die Maske der Form entnommen, erhielt eine Feinbehandlung und Bemalung, um dann gebrannt zu werden. Da aus einem Modell zahlreiche Abformungen hergestellt werden konnten, entstanden regelrechte Serienfertigungen.
Die Bedeutung der Masken blieb lange unklar, da die Kontexte ihrer Fundstellen keine Erklärung lieferten. Jüngste Grabungen im Kölner Flottenkastell Alteburg belegen sicher, dass sie als Dekoration der Bau- und Gartenarchitektur dienten. Die Masken fanden sich sowohl an öffentlichen als auch an privaten Bauwerken, vereinzelt auch, möglicherweise als Votivgabe, in Heiligtümern. Vermutungen, solcher Art Masken hätten zu darstellerischen Zwecken des antiken Theaters dienen können, werden für unwahrscheinlich gehalten. Sie haben ein zu hohes Gewicht, weisen auf der Rückseite scharfkantige Grate auf und haben vom Typus keinerlei Bezug zu antiken Theatergestaltungen in Tragödien oder Komödien.
Der wirtschaftliche Grund für die Produktionen ist jedoch unverkennbar. Die Masken wurden nur in wenigen Siedlungen dieser Epoche hergestellt und waren anhand einiger spezifischer Herstellungsmerkmale gut einem bestimmten Ort zuzuweisen. So nahm Köln auf diesem Gebiet eine führende Rolle ein, wohl auch, weil die Stadt ideale Voraussetzungen für dieses Handwerk bot. Köln hatte die erforderlichen Rohstoffe wie Wasser, Ton und Holz der noch vorhandenen Wälder, aber auch den Absatzmarkt einer großen, mit ausgebauten Fernstraßen verknüpften, am Rhein liegenden Stadt. Zudem verfügte man über Handwerker, die seit Generationen die Töpferei betrieben und die Methodik der Herstellung ihrer Ware verfeinert hatten.
Zwischen 90 und 200 nach Christus produzierten im Bereich des heutigen Rudolfplatzes die Töpfer Gefäßkeramik aller Art, daneben Geschirr, Öllampen und kleine Figuren und Masken in hoher Stückzahl. Durch den über den Rhein florierenden Export gelangten die Masken in viele Länder Europas. Fragmente Kölner Masken fanden sich in der Schweiz, den Niederlanden, in Belgien und sogar in England. Für eine etwaige Fortführung der Maskenherstellung in der nachrömischen Zeit gab es bisher keinen Nachweis. Erst im 11. Jahrhundert deutet eine Legende an, dass das Wissen um solche Skulpturen existierte.

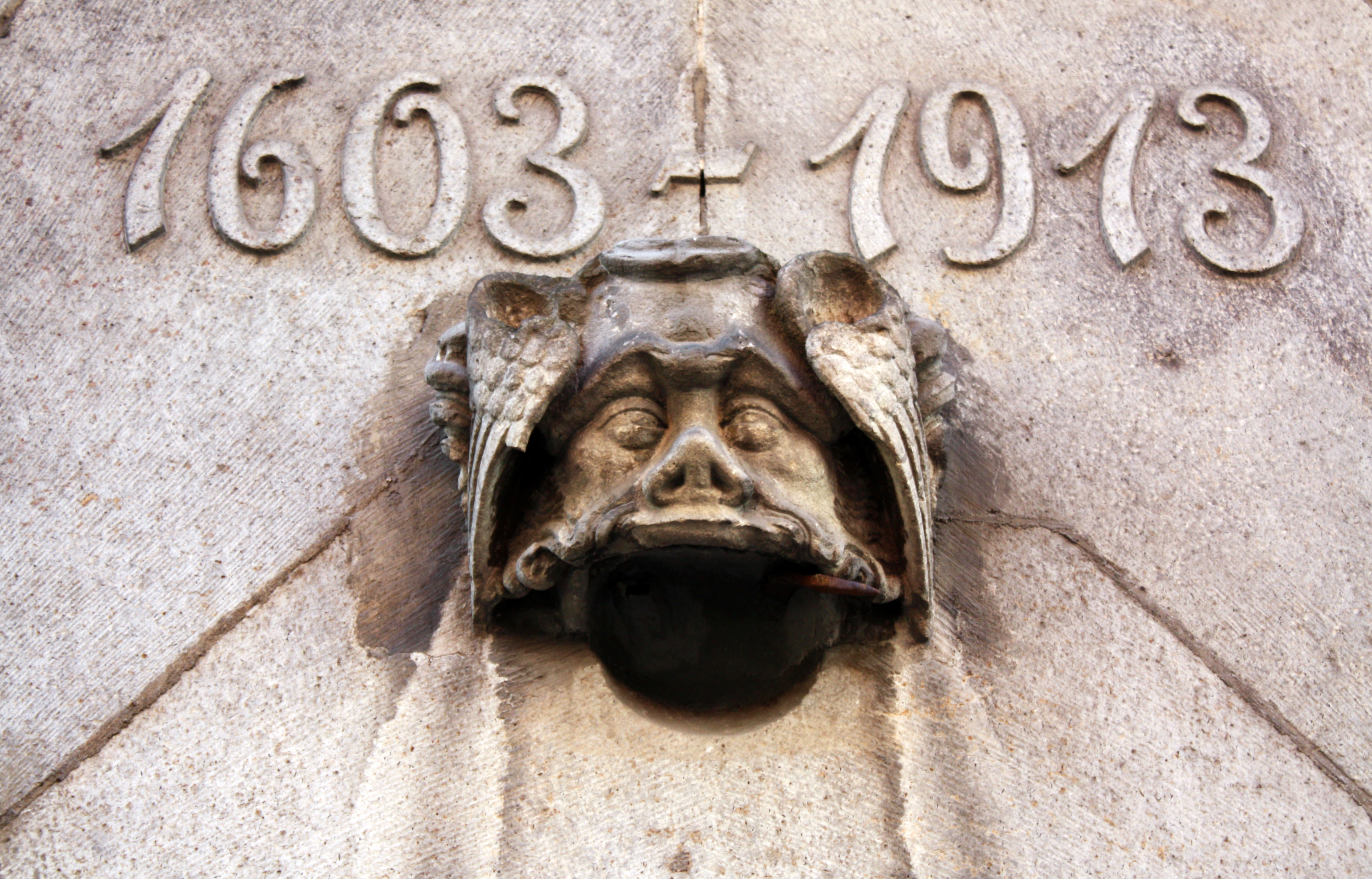
Wandschmuck in einer der ältesten Straßen Kölns, Steinweg 3

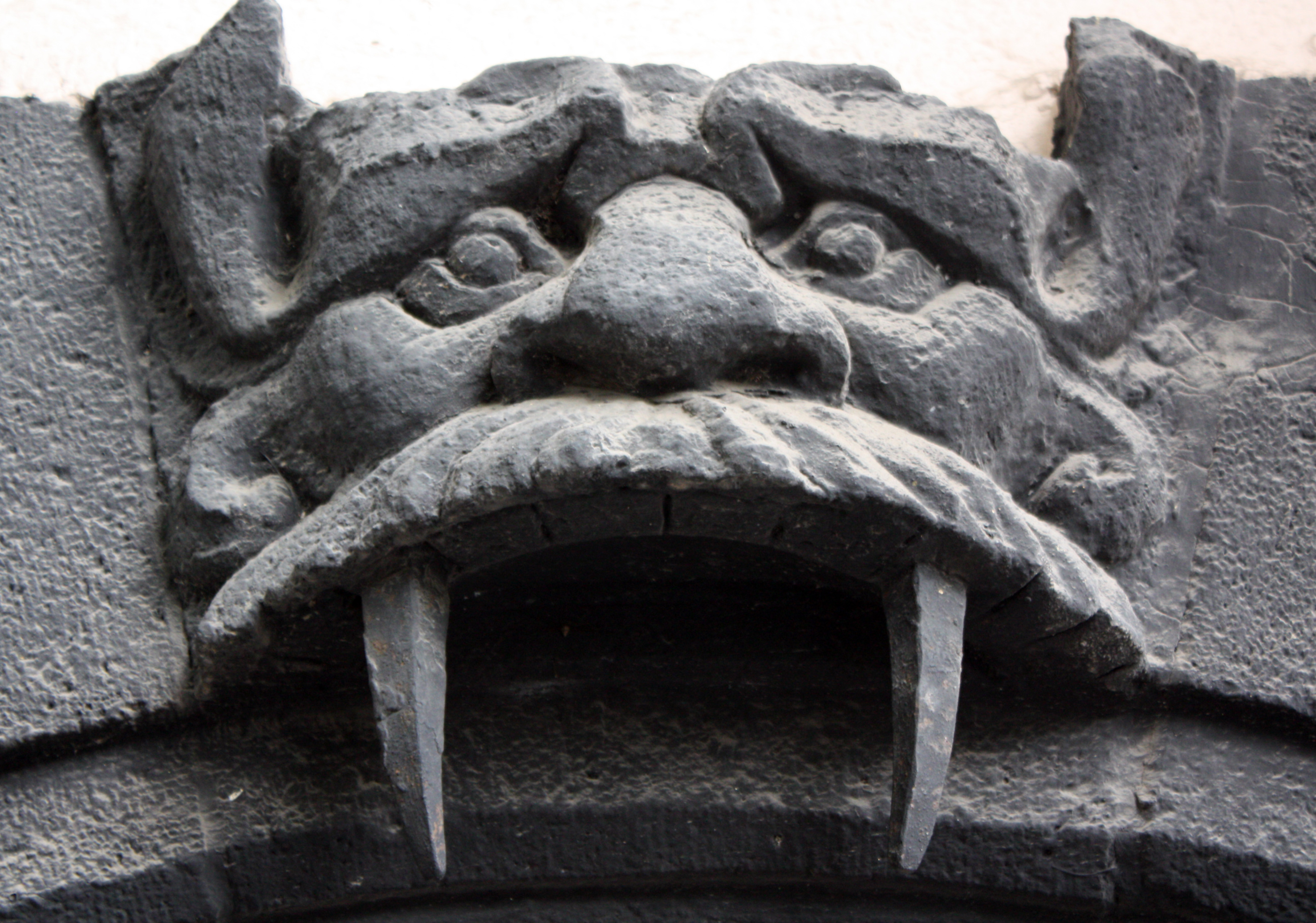
Hauseingang in der Markmannsgasse

### Weiterentwicklung
Die in der Römerzeit begehrten Masken fanden sich in den aus Stein gearbeiteten Skulpturen des Mittelalters wieder. Sie entsprachen dem Typus der ehemaligen Terrakotten, die, nun in Tuff- oder Sandstein gearbeitet, über Jahrhunderte an Hausfassaden vorerst ausschließlich zweckbestimmt angebracht wurden.

### Deutungen des Namens
Der Name Grinkopf findet sich erstmals 1616 in den Zunftakten. Der Wortstamm leitet sich von 'greinen', 'grinsen', 'grielachen' ab.
Ob die ebenfalls als Fassadenschmuck benutzten Löwenköpfe einen Bezug zum legendären Löwenkampf des sagenhaften Kölner Bürgermeisters Hermann Gryn (in den Quellen auch Grin) haben, ist nicht bekannt, wohl aber, dass auch Grinköpfe an den Rathausbauten angebracht waren. Ein Bezug zu dem Kölner Patriziergeschlecht der „Grin“ ist nicht belegt.

### Spätmittelalter
Die Architektur des 1441 entstandenen Gürzenich fand viele Nachahmungen bei den in der Folge entstehenden privaten Bauwerken. Die bisher überwiegend zweckmäßig gestalteten Hausfronten erhielten Zinnenbekrönungen, Eckwarten und sonstige Verzierungen, zu denen sich innerer und äußerer Bildschmuck gesellte.

Schmuckformen einer Innenausstattung
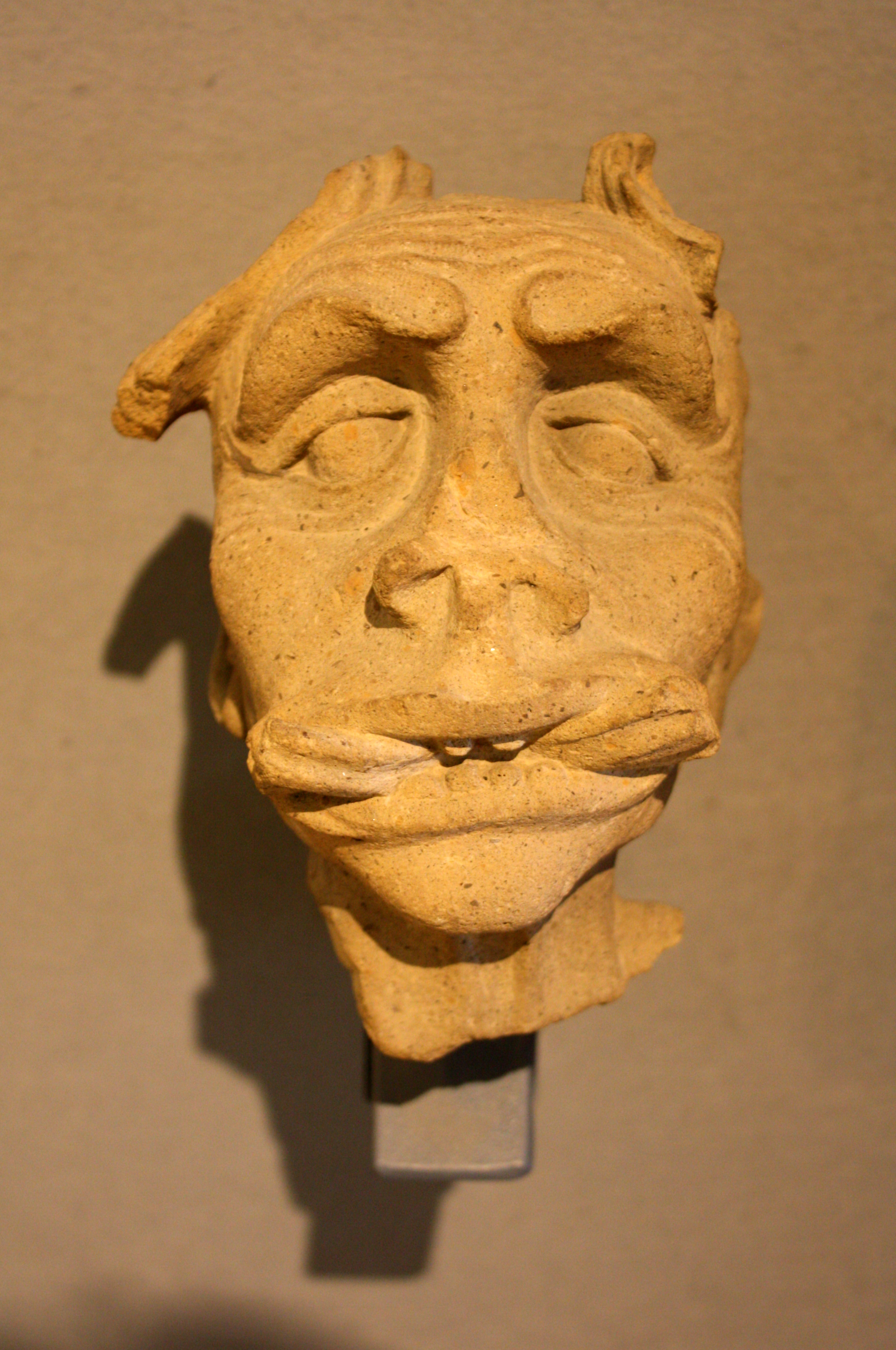
So genannter Rankenfresser
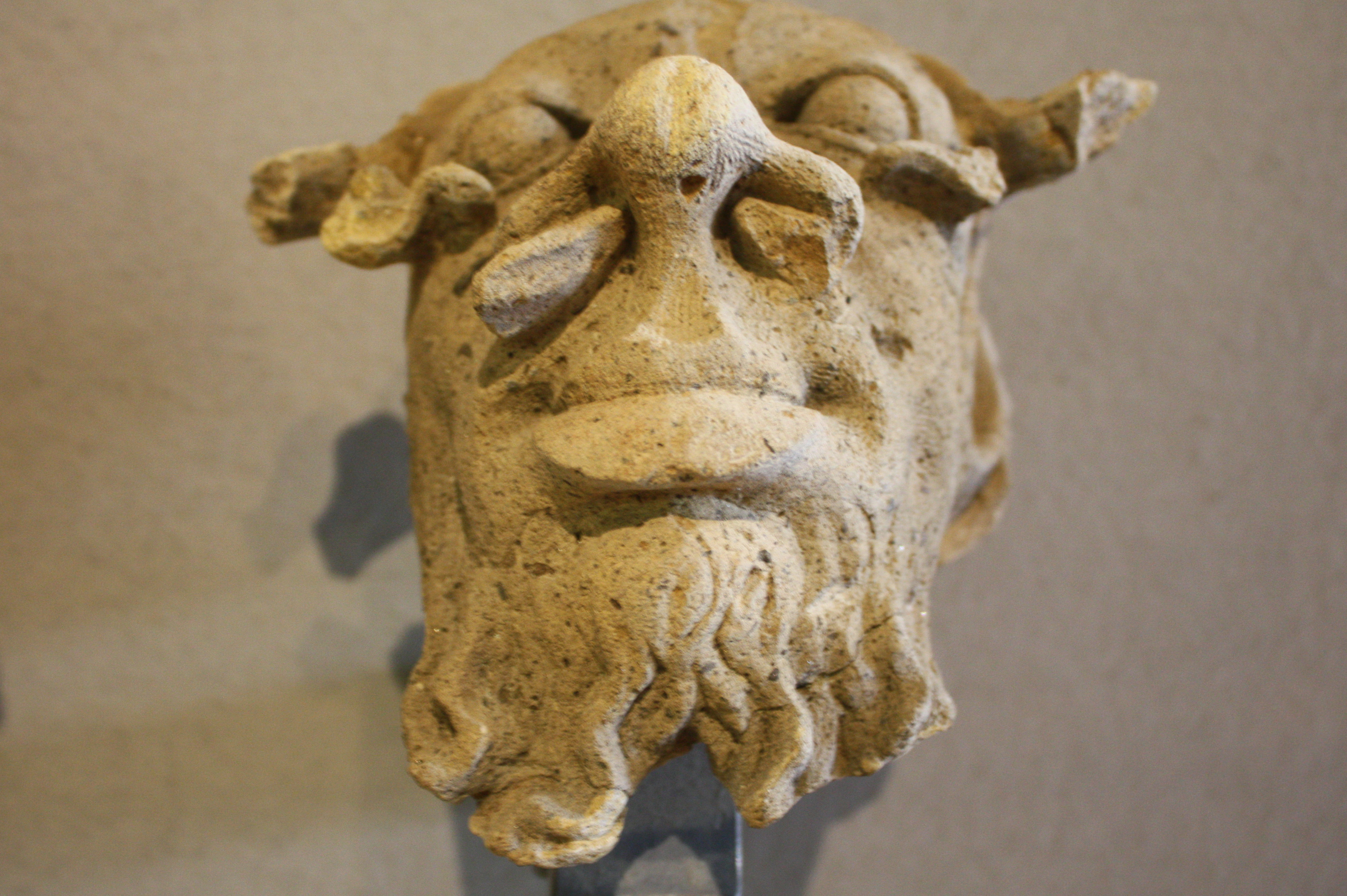
Dämonenkopf
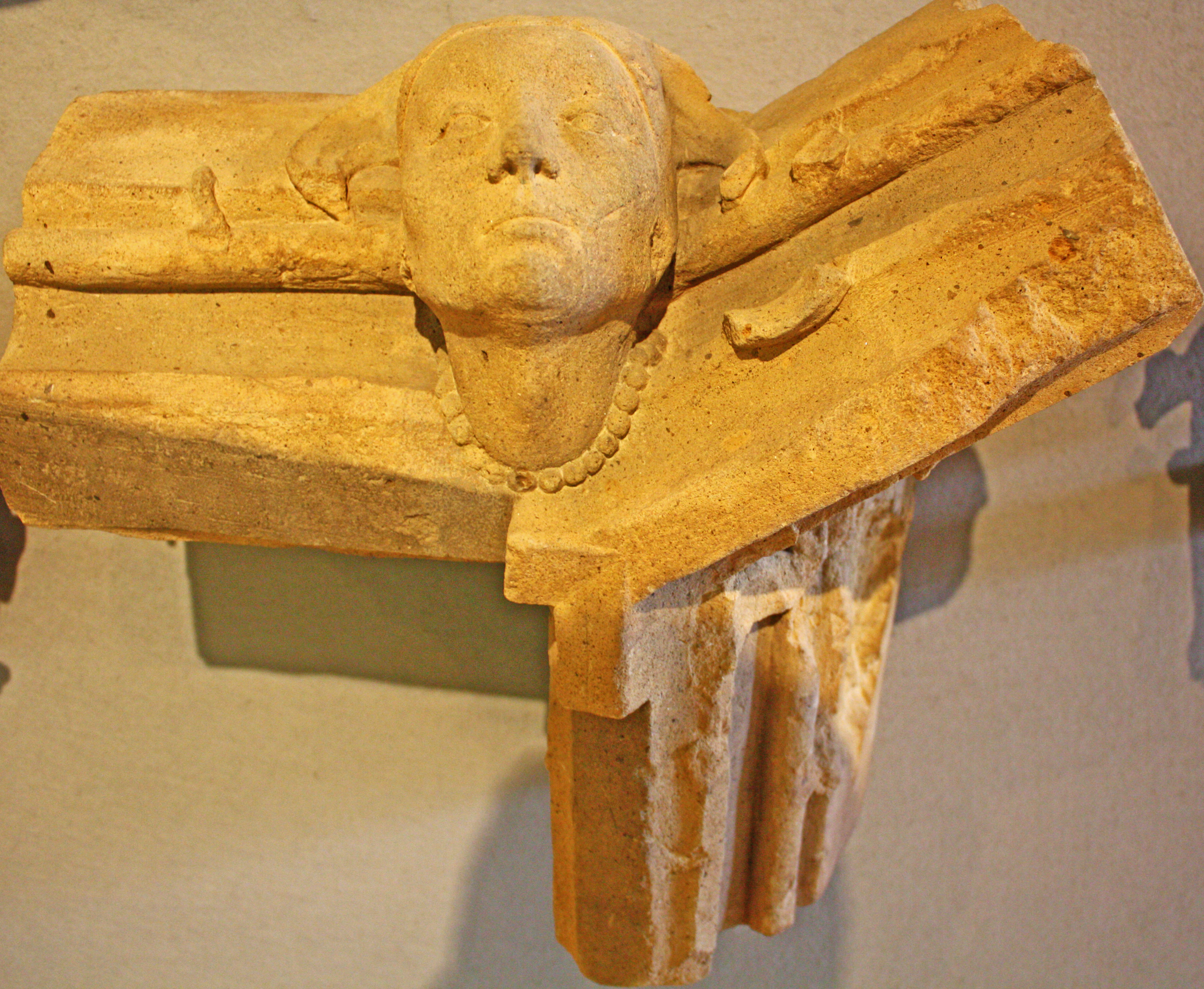
Antlitz einer mittelalterlichen Schönen

So wie der noch in der Vorkriegszeit mit reichem Fassadenschmuck ausgestattete Gürzenich war das Innere des in der Mitte des 15. Jahrhunderts erworbenen Hauses der späteren Bürgermeisterfamilie Hardenrath am Marienplatz mit dämonenhaften Köpfen geschmückt. Diese sind als Wand- und Gewölbeverzierungen noch bis um 1970 erhalten geblieben.

### Zweck und Zierrat

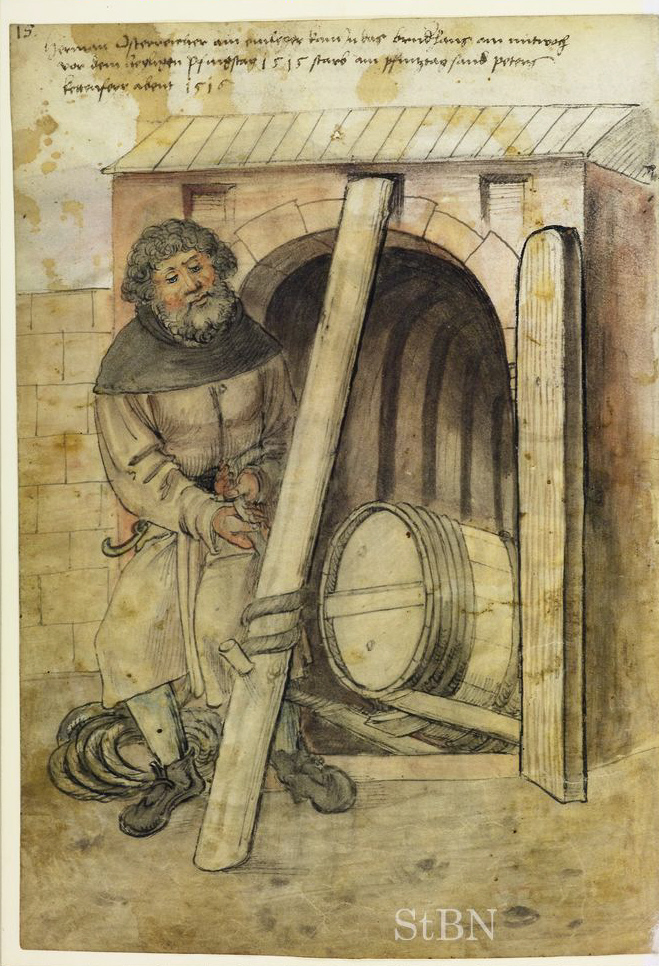
Offene Balkenlager über der Tür und Anwendung des Schrotbaums aus den Nürnberger Hausbüchern 1516

Die Verwendung der später als Grinköpfe bezeichneten Skulpturen war schmückend und zugleich zweckmäßig gedacht. Nach Adam Wrede, bei dem diese Köpfe natürlich in Kölner Mundart als „Jrinkoepp“ (noch 1825/40) bezeichnet sind, gab es verschiedene Versionen. Es war zum einen der in Stein gemeißelte Fratzenkopf in der Giebelspitze der Kaufmannshäuser, der als Kran zum Aufziehen von Ballen, Kisten, Säcken auf den Warenspeicher diente, sowie zum anderen ein gewöhnlich über dem Kellereingang oder einer Kelleröffnung an der Sockelfront angebrachter. Dort waren oberhalb von den Öffnungen in der Außenwand Löwen- oder Grinköpfe eingebracht, um dort in den mit spitzen Zähnen versehenen, weit aufgerissenen, „grinenden“ Mäulern einem oder zwei Stammhölzer (so genannte Schrotbäume) vorübergehend zu arretieren, solange diese zur Befestigung einer Seilwinde benutzt wurden, um schwere Lasten, wie beispielsweise Weinfässer oder andere schwere Stücke (die man scherzhaft auch Artilleriestücke nannte) in den Keller herabzulassen. An der Mosel sind solche steinernen Köpfe als Schrotmaul bekannt, ein Name, der unmittelbar auf die ehemalige Verwendung als Halterung für den Schrotbaum verweist. 

Im heutigen Stadtbild erhaltene Skulpturen der Köpfe
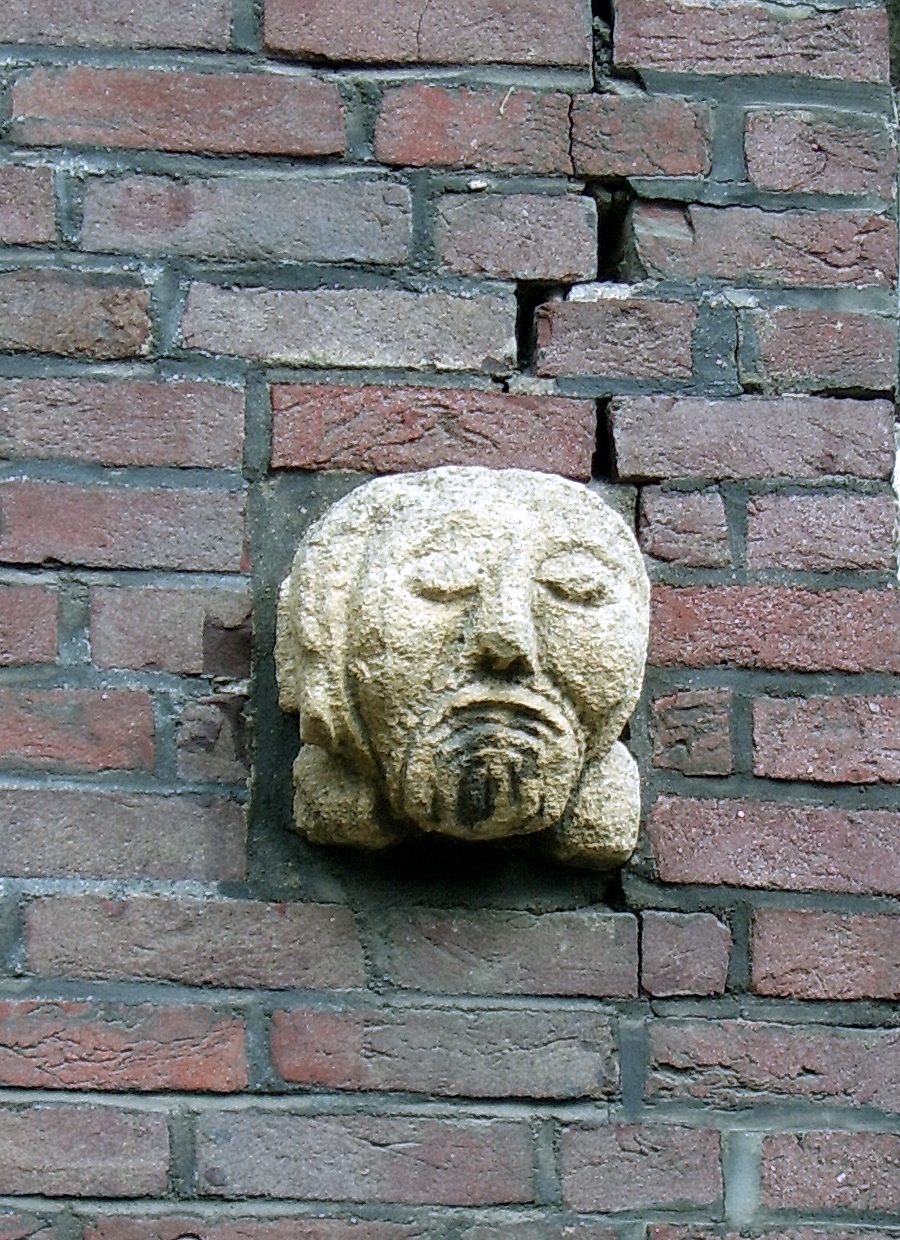
Grinkopf an einem Haus am Appellhofplatz
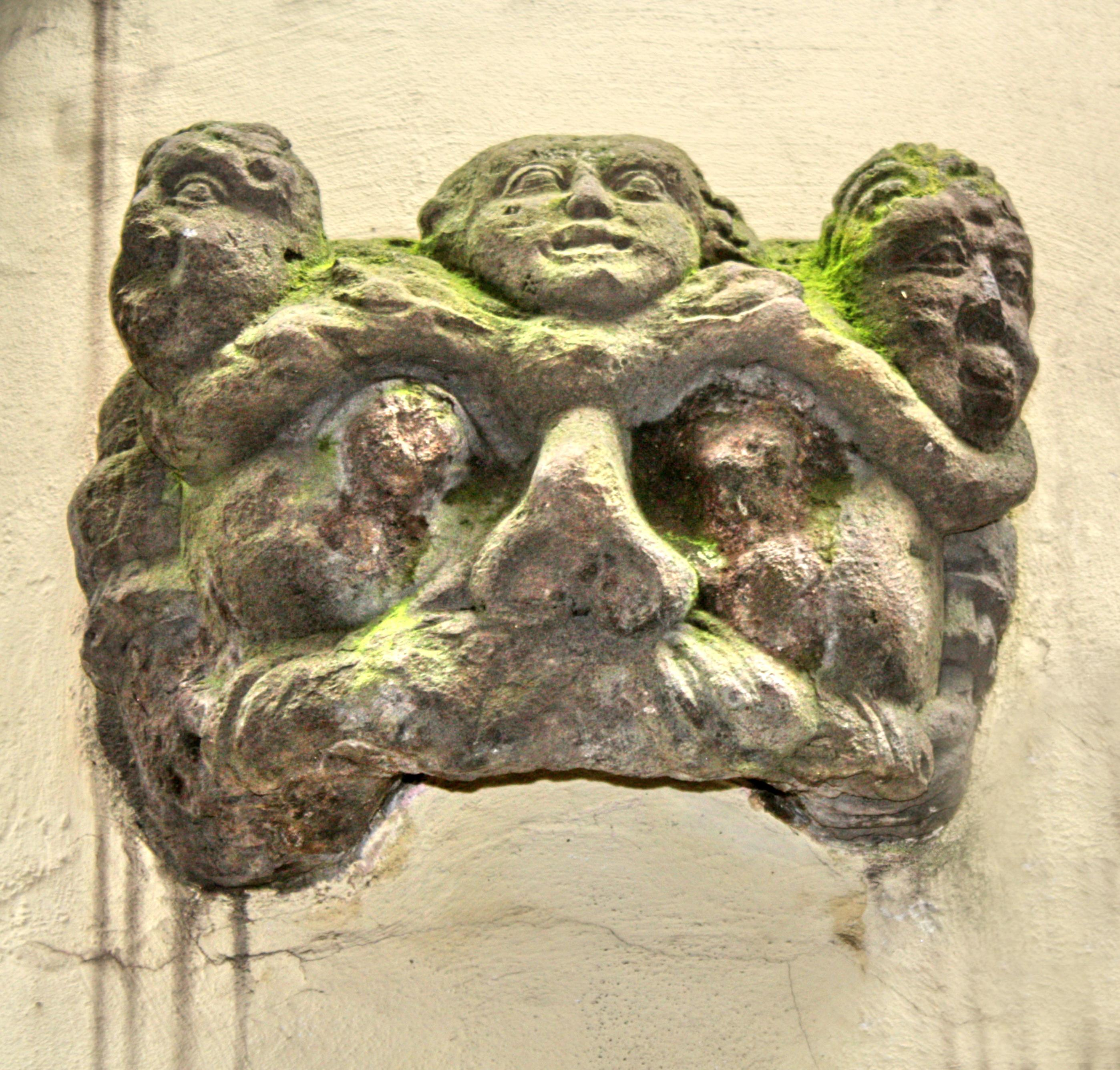
Skulptur am Buttermarkt 28
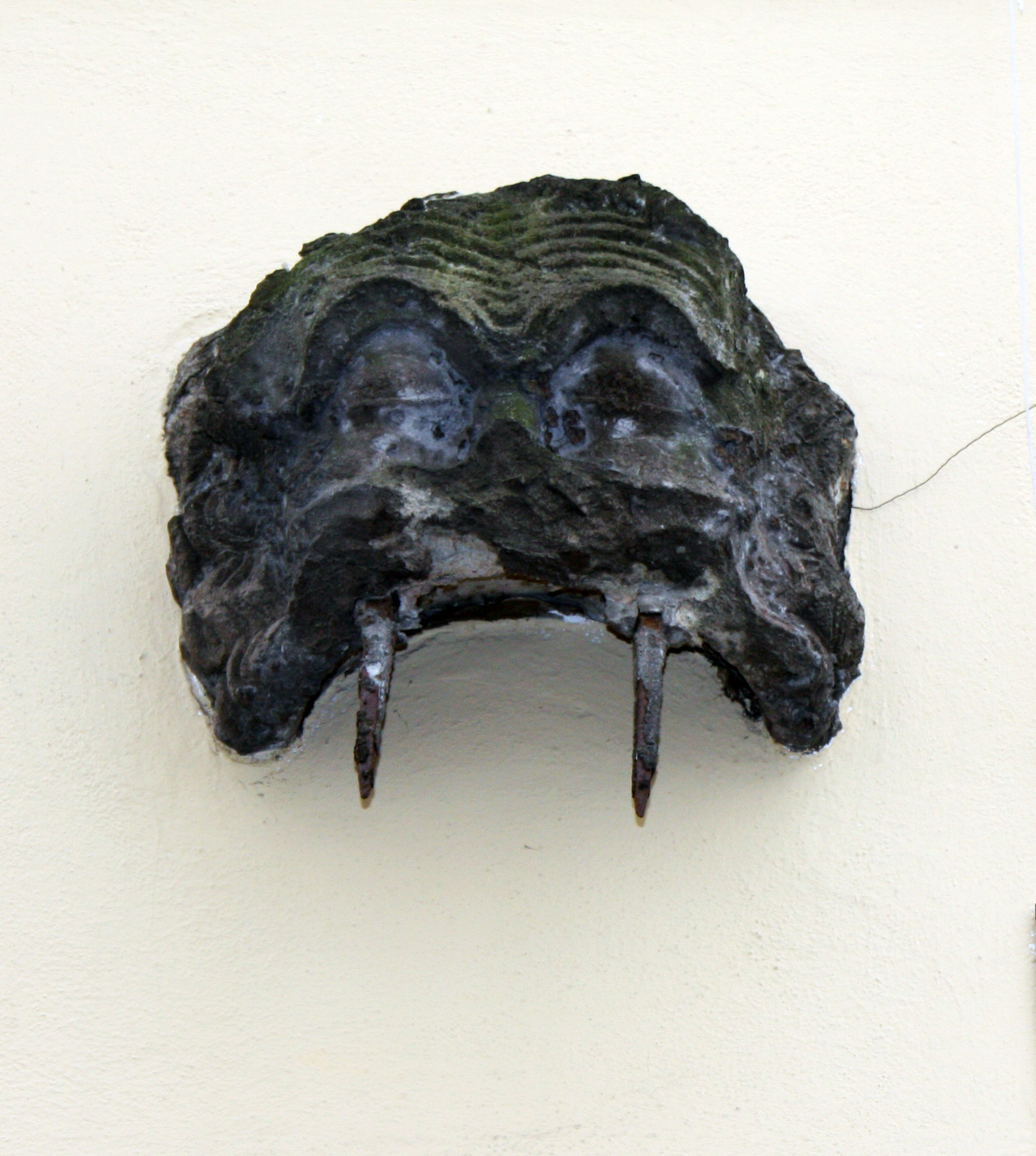
Auf dem Rothenberg/Ecke Lintgasse
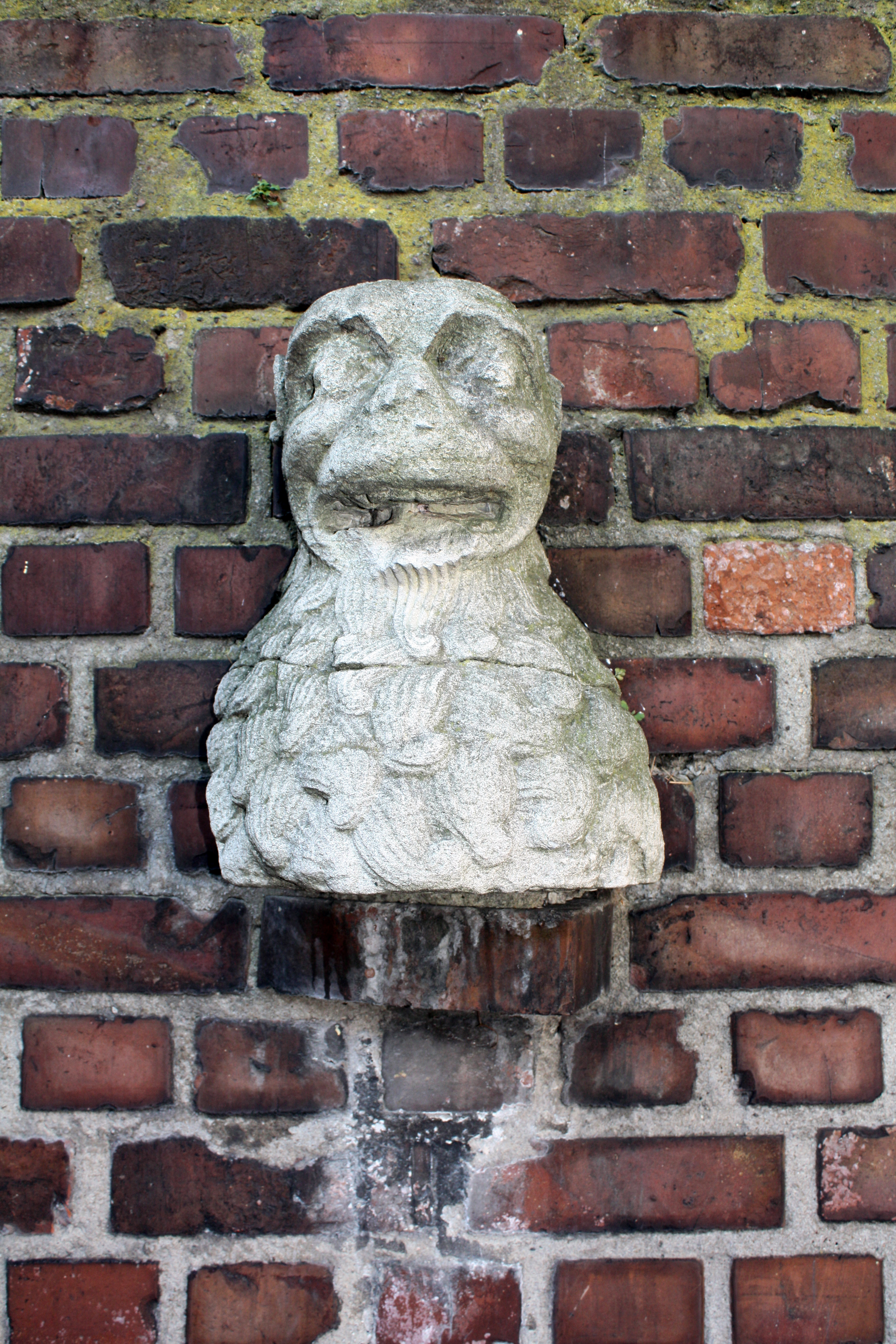
Umfassungsmauer von St. Kunibert

Der spätere Wandel des Hausbaus ließ die Grinköpfe zu traditionellem reinen Schmuck der Hausfassaden werden. Man ging dazu über, doppelte Hauseingänge zu bauen, einen breiteren für den Waren- und Kellertransport und einen schmaleren für den Zugang zum Wohnbereich. Bei Umbauten alter Gebäude fanden die Grinköpfe dann oftmals einen neuen Platz an der Hausfassade, wo ihre tatsächliche Nutzung nicht mehr möglich gewesen wäre.

## Heutiger Bestand
Von den später wohl nur nach traditionell und zur Zierde an den Häusern (überwiegend in der Altstadt) angebrachten Köpfen sind durch die Auswirkungen des Zweiten Weltkriegs nur noch wenige Exemplare vorhanden. Immerhin wurden beim Wiederaufbau (wie auch schon früher beim Abbruch alter Gebäude) manche Köpfe als einziges Überbleibsel eines alten Hauses am Neubau wieder angebracht. Auch ist für den Außenstehenden zumeist nicht erkennbar, ob es sich bei den noch vorhandenen Skulpturen um die Originale oder um Nachbildungen, und um deren ursprünglichen Standort handelt. Meist erfolgte der Austausch durch Kopien zum Schutz vor Verwitterung, die originalen Stücke wurden dann oft im Inneren des Gebäudes angebracht oder wanderten ins Museum.